# Cantó de Sant German de Lembron
El cantó de Sant German de Lembron és un cantó francès del departament del Puèi Domat, situat al districte de Suire. Té 16 municipis i el cap és Sant German de Lembron.

## Municipis
- Antoingt
- Beaulieu
- Boudes
- Le Breuil-sur-Couze
- Chalus
- Charbonnier-les-Mines
- Collanges
- Gignat
- Mareugheol
- Moriat
- Nonette
- Orsonnette
- Sant German de Lembron
- Saint-Gervazy
- Vichel
- Villeneuve

## Història
| Data d'elecció                           | Identitat      | Partit                    | Qualitat |
| ---------------------------------------- | -------------- | ------------------------- | -------- |
| 1958-1964                                | M. Guillon     | radical                   |          |
| 1964-1976                                | M. Bard        | SFIO, després PS          |          |
| 1976-1994                                | Maurice Boudon | PS                        |          |
| 1994-                                    | Maurice Mestre | PS, després Divers gauche |          |
| les dades anteriors no són pas conegudes |                |                           |          |
|                                          |                |                           |          |

## Demografia
| 1962  | 1968  | 1975  | 1982  | 1990  | 1999  | 2007  |
| ----- | ----- | ----- | ----- | ----- | ----- | ----- |
| 5.931 | 6.288 | 6.388 | 6.390 | 6.298 | 6.435 | 6.918 |